# Пономарёв, Николай Тимофеевич
Николай Тимофеевич Пономарёв (1923—1943) — советский военнослужащий. Участник Великой Отечественной войны. Герой Советского Союза (1943, посмертно). Гвардии сержант.

## Биография
Николай Тимофеевич Пономарёв родился 13 августа 1923 года на хуторе Новый Сокулак Оренбургского уезда Оренбургской губернии Киргизской АССР РСФСР СССР (ныне село Саракташского района Оренбургской области Российской Федерации) в крестьянской семье. Русский. Окончил неполную среднюю школу и курсы трактористов. До призыва на военную службу работал в колхозе «Победа».
В ряды Рабоче-крестьянской Красной Армии Н. Т. Пономарёв был призван Гавриловским районным военкоматом Чкаловской области в мае 1942 года. Окончил полковую школу младших командиров, получил воинскую специальность наводчика артиллерийского орудия. В боях с немецко-фашистскими захватчиками младший командир Н. Т. Пономарёв с 14 сентября 1942 года в составе 1189-го истребительно-противотанкового артиллерийского полка Юго-Западного фронта. Николай Тимофеевич прибыл в часть в момент её переформирования. Во второй половине сентября полк, в котором начал службу Н. Т. Пономарёв, вместе с другими артиллерийскими частями Юго-Западного фронта был обращён на формирование 1-й артиллерийской дивизии резерва Верховного Главнокомандования. Формирование дивизии было завершено в конце октября 1943 года, и 5 ноября она была включена в состав 21-й армии Юго-Западного фронта. Накануне контрнаступления советских войск под Сталинградом дивизия сосредоточилась в районе станицы Клетской. 19 ноября 1943 года Н. Т. Пономарёв участвовал в тридцатиминутной артиллерийской подготовке, возвестившей о начале операции «Уран».
В ходе операции по окружению в Сталинграде 6-й армии вермахта 1-я артиллерийская дивизия РВГК поддерживала наступление стрелковых частей 21-й армии. После соединения войск Красной Армии в районе Калача дивизия действовала на внутреннем кольце окружения в составе Донского фронта. Младший командир Н. Т. Пономарёв отличился в бою в районе лагеря имени К. Е. Ворошилова 16 декабря 1942 года, в составе своего расчёта уничтожив огнём с прямой наводки немецкий танк и автомашину с боеприпасами. 22 января 1943 года, действуя в полосе 65-й армии 1-я артиллерийская дивизия вошла в Сталинград. Николай Тимофеевич участвовал в уличных боях в Сталинграде, в том числе и в ликвидации подразделений противника на территории тракторного завода. 2 февраля 1943 года ещё до подавления последних очагов сопротивления противника в городе дивизия была выведена на станцию Воропаево, погружена в железнодорожные вагоны и отправлена на Центральный фронт. 28 февраля 1943 года она заняла позиции на северном фасе орловско-курской дуги в районе деревни Тросна Орловской области в составе 70-й армии.
Ещё в январе 1943 года Указом Президиума Верховного Совета СССР в армии были введены новые знаки различия. Николай Тимофеевич получил погоны сержанта, а в начале марта — и значок гвардейца в связи с тем, что полк, в котором он служил, за отличие в Сталинградской битве был преобразован в 206-й гвардейский. Большие изменения произошли и в структуре дивизии, ставшей 1-й гвардейской артиллерийской дивизией РВГК: её полки были сведены в три артиллерийские бригады. 206-й гвардейский лёгкий артиллерийский полк вместе с двумя другими бывшими истребительно-противотанковыми полками вошёл в состав 3-й гвардейской лёгкой артиллерийской бригады. В первые дни Курской битвы подразделения Центрального фронта были потеснены, но артиллеристы остановили дальнейшее наступление танковых армад вермахта на рубеже Молотычи-Самодурово-Ольховатка. 15 июля 1943 года войска Центрального фронта перешли в наступление. В ходе Орловской операции 1-я гвардейская артиллерийская дивизия поддерживала наступление 102-й стрелковой дивизии 70-й армии и 18-го стрелкового корпуса 65-й армии на Дмитровск-Орловский. После окончания Орловской операции дивизия была передана в состав 60-й армии и участвовала в Черниговско-Припятской операции. Гвардии сержант Н. Т. Пономарёв, ставший к этому времени командиром артиллерийского орудия, участвовал в боях за освобождение Левобережной Украины, освобождал города Глухов, Конотоп и Бахмач, форсировал Десну у города Остёр.
Преследуя отступающие части противника, передовые подразделения 60-й армии 24 сентября 1943 года вышли к Днепру. Зачистив острова в русле реки, штурмовые батальоны 226-й стрелковой дивизии 28 сентября предприняли попытку захвата плацдарма на правом берегу, но силы оказались слишком неравными, и десантники вынуждены были отступить. С подходом основных сил 60-й армии 30 сентября 1943 года стрелковые подразделения захватили три плацдарма в районе села Страхолесье, на которые инженерные части обеспечили переправу материальной части и личного состава 1-й гвардейской артиллерийской дивизии РВГК. Со 2 октября 1943 года гвардии сержант Н. Т. Пономарёв участвовал в боях за удержание, объединение и расширение занятых плацдармов. Первые контратаки противника были отражены, и плацдарм был существенно расширен, но немцы перебросили дополнительные силы и 6 октября 1943 года предприняли попытку ликвидации плацдарма и прорыва к местам переправы подразделений 60-й армии. На участке обороны 206-го гвардейского лёгкого артиллерийского полка противник бросил в бой до двух полков пехоты при поддержке 50-ти танков, артиллерии, миномётов и авиации. Батарея гвардии старшего лейтенанта Б. Я. Борманова, в составе которой было и орудие гвардии сержанта Н. Т. Пономарёва, прицельным огнём с прямой наводки подбила головной «Тигр» и заставила вражескую пехоту залечь. Однако позиции батареи были накрыты ответным огнём немецкой артиллерии и миномётов. В живых остались только сержанты Н. Т. Пономарёв и П. И. Тавровский. Будучи оба ранены, гвардейцы вдвоём встали к уцелевшему орудию Тавровского и продолжили вести бой, уничтожив 3 немецких танка, 8 автомашин с войсками и грузами и до батальона пехоты. Наступление противника было остановлено, но оба артиллериста погибли смертью храбрых от прямого попадания снаряда. Похоронены в братской могиле на восточной окраине села Горностайполь Иванковского района Киевской области Украины. Звание Героя Советского Союза гвардии сержанту Пономарёву Николаю Тимофеевичу было присвоено указом Президиума Верховного Совета СССР от 17 октября 1943 года посмертно.

## Награды
- Медаль «Золотая Звезда» (17.10.1943, посмертно);
- орден Ленина (17.10.1943, посмертно);
- медаль «За оборону Сталинграда»;
- медаль «За боевые заслуги» (11.05.1943).

## Документы
- Общедоступный электронный банк документов «Подвиг Народа в Великой Отечественной войне 1941—1945 гг.» Дата обращения: 12 октября 2012. Архивировано из оригинала 13 марта 2012 года.

Представление к званию Героя Советского Союза и указ ПВС СССР о присвоении звания. Дата обращения: 12 октября 2012. Архивировано 13 декабря 2012 года.
Медаль «За боевые заслуги» (приказ о награждении). Дата обращения: 12 октября 2012. Архивировано 13 декабря 2012 года.
- Обобщенный банк данных «Мемориал». Дата обращения: 12 октября 2012. Архивировано из оригинала 10 мая 2012 года. ЦАМО, ф. 58, оп. 18001, д. 882. Дата обращения: 12 октября 2012. Архивировано 13 декабря 2012 года.